# NGC 3195
NGC 3195 是位於蝘蜓座的一個行星狀星雲，它是天空中所有明亮的行星狀星雲中最偏南邊，而在北半球的所有觀測者都不能完整的看見它。約翰·赫歇爾在1835年最早發現它，它的外觀略呈橢圓，大小為40×35角秒，使用口徑10.5公分的望遠鏡，在低倍率下就能看見這個行星狀星雲。
光譜顯示NGC 3195正以17公里/秒的速度朝向地球接近，而這個星雲膨胀的速率約是40公里/秒。星云中心恆星的星等 >15.3V或16.1B，肉眼觀察当然看不見。目前估計的距離是1,700秒差距。

## 外部連結
- The Hubble European Space Agency Information Centre Hubble picture and information on NGC 3195